# Jörg Hugel

Jörg Hugel (ca. 1982)

Jörg Hugel (* 25. Dezember 1938 in Stuttgart; † 31. Oktober 2022) war ein deutscher Elektroingenieur und Hochschullehrer.

## Leben und Werk
Jörg Hugel wuchs in Obertürkheim auf. Sein Vater Dr. Ing. Friedrich Hugel war Chemiker und seine Mutter Else Hugel-Wohlbold Zahnarzthilfe. Jörg Hugel hatte eine frühverstorbene Schwester und einen jüngeren Bruder. Er studierte Elektrotechnik an der Technischen Hochschule Stuttgart, wo er bei Adolf Leonhard 1968 promoviert wurde. Seine Industrietätigkeit war geprägt durch Arbeiten bei der Firma AEG-Telefunken. Dort wurde er 1970 Leiter der Fachabteilung Prüfanlagen und Institutseinrichtungen in Frankfurt am Main. Später übernahm er das Ressort Vertrieb und Projektierung als Mitglied der Geschäftsleitung des Fachbereichs Leistungselektronik bei AEG in Berlin. Zusätzlich wurde ihm 1978 die Leitung des internationalen Konsortiums Terminal-Station Equipment der Hochspannungs-Gleichstromübertragung Cabora Bassa von Mosambik nach Südafrika übertragen. Das Konsortium wurde durch die Firmen AEG, Brown, Boveri & Cie (BBC) und Siemens gebildet, welches mittels Halbleiter-Leistungselektronik die Spannungsumwandler beidseitig der 1400 km langen Hochspannungsleitung als Pionieranlagen realisierte. In diesem Konsortium wirkte Georges Keller als Vertreter von BBC mit.
Die Berufung von Hugel als Ordentlicher Professor für Elektrotechnische Entwicklung und Konstruktionen an der ETH Zürich erfolgte 1982.
Seine Forschungsgebiete umfassten CAD-Anwendungen in der Anlagen- und Gerätekonstruktion, schnelle digitale Signal- und Leistungselektronik für Anwendungen in der Mechatronik und Sonderprobleme der drahtlosen Energie- und Signalübertragung. Auf dem Gebiet der elektrischen Antriebstechnik hat er für lagerlose Elektromotoren und Linearmotoren für die Automatisierungstechnik wesentliche Beiträge geleistet. Dank seiner Praxisorientierung sind mehrere erfolgreiche Start-up-Unternehmen auf ihn und seine Mitarbeiter zurückzuführen, so die Firma Levitronix GmbH in Zürich als Weltmarktführer für bestimmte lagerlose Motoren, und die NTI AG als Herstellerin von Linearmotoren in Spreitenbach.
In seinen Vorlesungen zur allgemeinen Elektrotechnik wurde sein Lehrbuch Elektrotechnik: Grundlagen und Anwendungen von zahlreichen Elektroingenieuren genutzt.
Hugel wurde im März 2004 emeritiert.
Er widmete seinen Eltern den gemeinnützigen Else-und-Friedrich-Hugel-Fonds, welcher durch die ETH Foundation verwaltet wird und junge Talente in seinem Fachgebiet fördert.

## Veröffentlichungen
- Veröffentlichungen von Jörg Hugel auf der nationalen Bibliotheksplattform swisscovery. Abgerufen am 12. November 2022.
- Hugel et al.: Optimum electromagnetic energy converters. European transactions on electrical power, 2010.

## Ehrungen
- 1989 Ernst-Blickle-Preis der SEW-Eurodrive-Stiftung
- 2002 ZKB-Pionier-Preis Technopark.[1]